# Lagerstroemia ovalifolia
Lagerstroemia ovalifolia är en fackelblomsväxtart som beskrevs av Johannes Elias Teijsmann och Binn.. Lagerstroemia ovalifolia ingår i släktet Lagerstroemia och familjen fackelblomsväxter. Inga underarter finns listade i Catalogue of Life.